# Abordagem sistêmica da administração
Abordagem sistêmica é uma metodologia que busca conjugar conceitos de diversas ciências a respeito de determinado objeto de pesquisa. É baseada na ideia de  um determinado objeto de estudo possuir diversas dimensões e facetas que podem ser estudadas e entendidas por diversas ciências e, que conceitos e princípios emanados de diferentes ciências podem ser empregados no estudo e compreensão de determinado fenômeno ele.

## Abordagem Sistêmica
A Abordagem Sistêmica da Administração é a aplicação e trata de três escolas principais:
- Cibernética e Administração;
- Teoria Matemática da Administração;
- Teoria de Sistemas.

## Cibernética da Administração
A Cibernética é uma ciência relativamente jovem, foi criada por Norbert Wiener entre os anos de 1943 e 1947, na época em que surgiu o primeiro computador, bem como a Teoria de sistemas. Cibernética é a ciência da comunicação e do controle, no animal e na máquina. A comunicação é que torna os sistemas integrados e coerentes e o controle é que regula o seu comportamento.
A Cibernética é uma teoria dos sistemas de controle baseada na comunicação entre o sistema e o meio dentro do sistema, e do controle (retroação) da função dos sistemas com respeito ao ambiente, e compreende os processos e sistemas de transformação da informação e sua concretização em processos físicos, fisiológicos, psicológicos etc. de transformação da informação.

## Teoria Matemática da Administração
A Teoria Matemática aplicada aos problemas administrativos é mais conhecida como Pesquisa Operacional.A teoria matemática tem ênfase no processo decisório e procura trata-lo de modo lógico e racional, através de uma abordagem quantitativa deslocando a ênfase na decisão que antecede.

## Teoria de sistemas da computação
A Teoria Geral de Sistemas (T.G.S.) surgiu através dos trabalhos do biólogo austríaco Ludwig von Bertalanffy.  A Teoria Geral de Sistemas não busca solucionar problemas ou tentar soluções práticas, mas sim produzir teorias e formulações conceituais que possam criar condições de aplicações na realidade empírica.Ela critica a visão que se tem do mundo dividido em diferentes áreas do conhecimento, que classifica como arbitrárias, com fronteiras solidamente definidas e espaços vazios entre elas.
A Teoria Geral dos Sistemas afirma que as propriedades dos sistemas não podem ser descritas significativamente em termos de seus elementos separados. A compreensão dos sistemas somente ocorre quando estudamos os sistemas globalmente, envolvendo todas as interdependências de suas partes.